# Маккэррон, Майкл
Майкл Маккэррон (англ. Michael McCarron; род. 7 марта 1995, Гросс-Пойнт, Мичиган, США) — профессиональный американский хоккеист, центральный нападающий клуба НХЛ «Нэшвилл Предаторз». Чемпион мира 2025 года.

## Клубная карьера

### Юниорская карьера
В 2008 году участвовал на Международном турнире по хоккею с шайбой в Квебеке в составе клуба «Belle Tire» из Детройта. С 2008 по 2010 год выступал «HoneyBaked Hockey» из T1EHL.
С 2011 по 2013 год участвовал в Программе развития национальной сборной США по хоккею и выступал за юниорскую команду сборной США по хоккею в хоккейной лиге США. Позже Маккэррон хотел играть за команду NCAA за «Мичиган Стэйт Спартанс», однако решил продолжить собственную карьеру в клубе хоккейной лиге Онтарио «Лондон Найтс». Первоначально Маккэррон был задрафотван «Лондоном» как крайний правый нападающий, однако ещё в первом сезоне по ходу выступления за «Найтс», перешёл на позицию центрального нападающего. За «Лондон Найтс» провёл 91 матч в регулярном сезоне, набрав 75 (36+39) очков, а также 9 матчей в плей-офф с 5 (3+2) очками соответственно.
После полутора лет в составе «Лондон Найтс», Маккэрон вместей с Дакотой Мермисом был обменян в «Ошаву Дженералз» на нападающих Клиффа Пу и Джоша Стерка. В составе «Ошавы» Майкл стал обладателем Мемориального кубка, а также кубка Джей Росса Робертсона. За «Дженералз» провёл 31 матч, в которых набрал 27 (6+21) очков в регулярном сезоне, а также 21 матч в плей-офф с 18 (9+9) набранными очками соответственно.

### Профессиональная карьера

#### Монреаль Канадиенс
На драфте НХЛ 2013 года был выбран в 1-м раунде под 25-м номером командой «Монреаль Канадиенс». 11 июля 2013 года Маккэррон подписал трёхлетний контракт новичка с «Канадиенс».
Сезон 2015/16 Маккэррон начал в составе фарм-клуба «Монреаля» — «Сент-Джонс АйсКэпс». Проведя первые 3 встречи без набранных очков, в своём четвёртом матче за «Сент-Джонс», Маккэррон оформил хет-трик в игре против «Рочестер Американс» 17 октября 2015 года. 14 ноября Маккэррон набрал 5 (2+3) очков в матче против «Торонто Марлис», закончившийся поражением «АйсКэпс» в овертайме со счётом 8:9. В декабре Майкл был вызван в состав основной команды, а 19 декабря провёл свой первый матч в НХЛ против «Даллас Старз», не отметившись за 19 смен общей продолжительностью чуть более 12 минут набранными очками. 21 декабря Маккэррон сыграл всего лишь 6 минут и 12 смен в матче против «Нэшвилла» и вскоре был отправлен в АХЛ. В результате хорошего выступления за «АйсКэпс», Маккэрон был приглашён на матч звёзд АХЛ 2016 года.
26 февраля 2016 года Маккэрон был вызван в стан «Монреаля» после обмена в «Чикаго Блэкхокс» Томаса Флейшманна и Дейла Уиса. 27 февраля Майкл в своём третьем матче в НХЛ в игре против «Торонто Мэйпл Лифс» смог набрать своё первое очко в НХЛ, отдав передачу на Деванте Смит-Пелли, который забил гол. 20 марта Майкл Маккэрон забил свой первый гол в НХЛ в матче против «Калагри Флэймз» вратарю Никласу Бэкстрему.
В сезоне 2016/17 Маккэрон провёл 31 матч за «Монреаль Канадиенс», в которых смог набрать лишь 5 (1+4) очков. Также провёл 32 встречи с 19 набранными очками за новый фарм-клуб «Канадиенс» в АХЛ — «Лаваль Рокет».
В сезоне 2017/18 игровое время Маккэрона сократилось, он провёл лишь 18 матчей за «Канадиенс», где смог набрать 1 очко.
Перед сезоном 2018/19 переподписал контракт с «Монреалем» на 1 год и $ 874 тыс., однако по ходу сезона ни разу не сыграл за основную команду. Также по ходу сезона получил травму плеча и в феврале перенёс операцию.
27 июля 2019 года, будучи ограниченно свободным агентом, подписал новый двухсторонний контракт с «Монреаль Канадиенс» на 1 год и $ 700 тыс. По ходу сезона 2019/20 не вызывался в основной состав «Монреаля», играя лишь в АХЛ. Всего за «Монреаль Канадиенс» провёл 69 встреч в регулярном сезоне, в которых смог набрать 8 очков, а также провёл 1 матч в плей-офф без набранных очков соответственно.

#### Нэшвилл Предаторз
7 января 2020 года Маккэрон был обменян в «Нэшвилл Предаторз» на франкоканадского нападающего Лорана Дофена. Остаток сезона 2019/20 провёл за фарм-клуб «Нэшвилла» — «Милуоки Эдмиралс», набрав в 27 матчах 13 (10+3) очков. Позже сезон в АХЛ отменён из-за пандемии коронавируса, а в НХЛ возобновился лишь в августе. Маккэррон был вызван в основную команду, а после тренировочного сбора «Предаторз», где смог забить 2 шайбы, отправился в Эдмонтон, где проходили матчи плей-офф Западной конференции НХЛ. Однако ни на 1 матч он не был включён в состав, а «хищники» уступили в квалификационном раунде в четырёх встречах «Аризоне Койотис».
В сентябре «Предаторз» заключили новую сделку с Майклом Маккэроном на 1 год и $ 700 тыс. 8 февраля 2021 года Маккэрон провёл первый матч в составе «Предаторз», не набрав очков и проведя 11 смен общей продолжительностью чуть менее 9 минут в игре против «Тампы-Бэй Лайтнинг». В сезоне 2020/21 провёл 6 матчей за «хищников», не отметившись результативными баллами.
28 июля 2021 года «Предаторз» продлили соглашение с Маккэроном, подписав двухсторонний контракт на 2 года на общую сумму $ 1,5 млн.

## Международная карьера
В 2012 году участвовал в Мировом кубке вызова в составе сборной США. На турнире провёл 5 матчей, в которых набрал 2 (1+1) очка и стал обладателем серебряной медали.
В 2013 году также стал обладателем серебряной медали на Чемпионате мира по хоккею с шайбой среди юниоров. На турнире провёл 7 матчей и набрал 5 (3+2) очков.
В 2025 году Майкл был вызван и играл за основную сборную США на Чемпионате мира 2025, на котором сборная США выиграла золото.

## Игровая статистика

### Клубная статистика
| 2011/12     | США (юн.)          | USHL        | 35  | 3  | 14 | 17 | 112 | 1  | 0 | 1 | 1  | 2  |
| 2012/13     | США (юн.)          | USHL        | 19  | 5  | 5  | 10 | 84  | —  | — | — | —  | —  |
| 2013/14     | Лондон Найтс       | ОХЛ         | 66  | 14 | 20 | 34 | 120 | 9  | 3 | 2 | 5  | 22 |
| 2014/15     | Лондон Найтс       | ОХЛ         | 25  | 22 | 19 | 41 | 58  | —  | — | — | —  | —  |
| 2014/15     | Ошава Дженералз    | ОХЛ         | 31  | 6  | 21 | 27 | 70  | 21 | 9 | 9 | 18 | 33 |
| 2015/16     | Сент-Джонс АйсКэпс | АХЛ         | 58  | 17 | 21 | 38 | 91  | —  | — | — | —  | —  |
| 2015/16     | Монреаль Канадиенс | НХЛ         | 20  | 1  | 1  | 2  | 37  | —  | — | — | —  | —  |
| 2016/17     | Сент-Джонс АйсКэпс | АХЛ         | 32  | 7  | 12 | 19 | 66  | 2  | 0 | 0 | 0  | 6  |
| 2016/17     | Монреаль Канадиенс | НХЛ         | 31  | 1  | 4  | 5  | 41  | 1  | 0 | 0 | 0  | 0  |
| 2017/18     | Лаваль Рокет       | АХЛ         | 54  | 7  | 17 | 24 | 121 | —  | — | — | —  | —  |
| 2017/18     | Монреаль Канадиенс | НХЛ         | 18  | 0  | 1  | 1  | 32  | —  | — | — | —  | —  |
| 2018/19     | Лаваль Рокет       | АХЛ         | 32  | 7  | 14 | 21 | 46  | —  | — | — | —  | —  |
| 2019/20     | Лаваль Рокет       | АХЛ         | 29  | 5  | 9  | 14 | 50  | —  | — | — | —  | —  |
| 2019/20     | Милуоки Эдмиралс   | АХЛ         | 27  | 10 | 3  | 13 | 50  | —  | — | — | —  | —  |
| 2020/21     | Нэшвилл Предаторз  | НХЛ         | 6   | 0  | 0  | 0  | 16  | —  | — | — | —  | —  |
| 2021–22     | Милуоки Эдмиралс   | АХЛ         | 14  | 3  | 3  | 6  | 15  | —  | — | — | —  | —  |
| 2021–22     | Нэшвилл Предаторз  | НХЛ         | 51  | 7  | 7  | 14 | 70  | 2  | 0 | 0 | 0  | 2  |
| 2022–23     | Нэшвилл Предаторз  | НХЛ         | 32  | 2  | 2  | 4  | 24  | —  | — | — | —  | —  |
| 2022–23     | Милуоки Эдмиралс   | АХЛ         | 16  | 2  | 4  | 6  | 28  | 15 | 4 | 3 | 7  | 24 |
| 2023–24     | Нэшвилл Предаторз  | НХЛ         | 70  | 12 | 10 | 22 | 100 | 6  | 0 | 0 | 0  | 2  |
| Всего в НХЛ | Всего в НХЛ        | Всего в НХЛ | 228 | 23 | 25 | 48 | 320 | 9  | 0 | 0 | 0  | 4  |

### Международная карьера
| Год                            | Сборная                        | Турнир                         | Место                          |    | И | Г | П | О  | Ш |
| ------------------------------ | ------------------------------ | ------------------------------ | ------------------------------ | -- | - | - | - | -- | - |
| 2012                           | США (юн.)                      | МКВ                            | 2                              | 5  | 1 | 1 | 2 | 2  |   |
| 2013                           | США (юн.)                      | ЮЧМ                            | 2                              | 7  | 3 | 2 | 5 | 14 |   |
| Всего за юниорскую сборную США | Всего за юниорскую сборную США | Всего за юниорскую сборную США | Всего за юниорскую сборную США | 12 | 4 | 3 | 7 | 16 |   |

## Награды и достижения
| Награда                     | Год  |        |
| --------------------------- | ---- | ------ |
| Серебряная медаль МКВ       | 2012 |        |
| Серебряная медаль ЮЧМ       | 2013 | [ 17 ] |
| Кубок Джей Росса Робертсона | 2015 |        |
| Мемориальный кубок          | 2015 | [ 18 ] |
| Матч всех звёзд АХЛ         | 2016 |        |